# Rencheng
Rencheng är ett stadsdistrikt i Jining i Shandong-provinsen i norra Kina.